# Hello, Frisco, Hello
Hello, Frisco, Hello es una película musical dirigida por H. Bruce Humberstone en 1943, y protagonizada por Alice Faye, John Payne, Lynn Bari y Jack Oakie. Fue lanzada al mercado por la compañía 20th Century Fox, y fue uno de los últimos musicales que realizaría Faye para dicha compañía, ya que poco tiempo después, esta promocionaría a Betty Grable como su sucesora.
La película presentaba la canción You'll Never Know —compuesta por Harry Warren con letra de Mack Gordon— cantada por Faye, que se convertiría en su canción insignia durante toda su vida; también fue nominada al Óscar a la mejor fotografía en color, premio que ganó finalmente El fantasma de la ópera.

## Contexto
La película cuenta la historia de un teatro de variedades o vodevil durante la Exposición Universal de San Francisco, que celebraba la inauguración del canal de Panamá y el centenario de la construcción de San Francisco. 